# Hexaiodbenzol
Hexaiodbenzol (C6I6) ist eine aromatische Verbindung. Das Molekül ist wie das Benzol aufgebaut, nur dass alle Wasserstoff-Atome durch Iod-Atome ersetzt wurden.

## Gewinnung und Darstellung
Die Verbindung wurde zuerst durch Iodierung von Benzoesäure in Gegenwart von heißer rauchender Schwefelsäure dargestellt. Die Darstellung erfolgt ansonsten aus Benzol mit Periodsäure und Kaliumiodid durch Rühren in Schwefelsäure bei 0 °C und anschließendem Erhitzen auf 100 °C mit einer Ausbeute von rund 73 %. Das Ergebnis eines früheren Syntheseversuchs von Levitt und Iglesias mit dem gleichen Reagenz identifizierte Mattern als 1,2,4,5-Tetraiodbenzol mit einem Schmelzpunkt bei 249–252 °C.

## Eigenschaften

### Physikalische Eigenschaften
Hexaiodbenzol bildet orange Nadeln und ist in Wasser praktisch unlöslich. Es ist eher mäßig löslich in N-Methyl-2-pyrrolidon und Dimethylsulfoxid. Es schmilzt bei 430 °C, wobei schon ab 370 °C eine gewisse Zersetzung mit einer Abspaltung von I2 zu beobachten ist.

### Kristallographische Eigenschaften
Die Struktur des Hexaiodbenzols wurde durch Röntgenstrukturanalyse aufgeklärt. Die Kristalle sind monoklin pseudohexagonal, Raumgruppe P21/c, wonach hier die C6I6-Einheit zentralsymmetrisch ist. Das Kohlenstoffgerüst ist ein regelmäßiges ebenes Sechseck mit einem mittleren C–C-Abstand von 141 ± 5 pm. Die Iod-Atome liegen in unmittelbarer Nähe zu dieser Ebene, sie zeigen kleine Verschiebungen (ca. 4 pm) abwechselnd oberhalb und unterhalb der mittleren Ebene des Ringes. Der mittlere intramolekulare I–I-Abstand beträgt 350,7 ± 0,3 pm. Der kürzeste intermolekulare Abstand ist ähnlich (376 pm), und überraschend kurz im Vergleich mit dem doppelten Van-der-Waals-Radius (430 pm). Der C–I-Abstand beträgt 209,3 ± 3,7 pm.
Auch unter hohem Druck bis 9,7 GPa bleiben die Kristall- und Molekülstrukturen erhalten.